# 박래전
박래전(朴來栓,1963년 4월 17일 ~ 1988년 6월 6일)은 대한민국의 민주화운동가이다. 숭실대학교 재학 중 5·18 광주사태의 진상규명과 남북통일 대동단결 등 구호를 외친 뒤 분신자살을 통해 항거한 사람이다. 
이와 같은 사람으로 전태일 열사를 꼽을 수 있다.

## 가족
- 박래군